# Burnley Football Club 2022-2023
Questa voce raccoglie le informazioni riguardanti il Burnley Football Club nelle competizioni ufficiali della stagione 2022-2023.

## Maglie e sponsor
| Casa | Trasferta | Terza divisa |

Sponsor ufficiale: Classic Football Shirts
Fornitore tecnico: Umbro

### Rosa 2022-2023
| N. |                             | Ruolo | Calciatore              |
| -- | --------------------------- | ----- | ----------------------- |
| 2  | Inghilterra (bandiera)      | D     | Matthew Lowton          |
| 3  | Inghilterra (bandiera)      | D     | Charlie Taylor          |
| 4  | Inghilterra (bandiera)      | C     | Jack Cork               |
| 5  | Inghilterra (bandiera)      | D     | Taylor Harwood-Bellis   |
| 6  | Inghilterra (bandiera)      | D     | CJ Egan-Riley           |
| 7  | Islanda (bandiera)          | C     | Jóhann Berg Guðmundsson |
| 8  | Inghilterra (bandiera)      | C     | Josh Brownhill          |
| 9  | Inghilterra (bandiera)      | A     | Jay Rodriguez           |
| 10 | Inghilterra (bandiera)      | A     | Ashley Barnes           |
| 11 | Inghilterra (bandiera)      | C     | Scott Twine             |
| 12 | Sudafrica (bandiera)        | A     | Lyle Foster             |
| 14 | Galles (bandiera)           | D     | Connor Roberts          |
| 15 | Irlanda del Nord (bandiera) | P     | Bailey Peacock-Farrell  |
| 17 | Belgio (bandiera)           | C     | Benson Manuel           |
| 18 | Svezia (bandiera)           | D     | Hjalmar Ekdal           |
| 19 | Belgio (bandiera)           | C     | Anass Zaroury           |

| N. |                               | Ruolo | Calciatore       |
| -- | ----------------------------- | ----- | ---------------- |
| 20 | Italia (bandiera)             | P     | Denis Franchi    |
| 21 | Irlanda (bandiera)            | D     | Luke McNally     |
| 22 | Brasile (bandiera)            | D     | Vitinho          |
| 23 | Inghilterra (bandiera)        | D     | Nathan Tella     |
| 24 | Irlanda (bandiera)            | D     | Josh Cullen      |
| 25 | Inghilterra (bandiera)        | P     | Will Norris      |
| 26 | RD del Congo (bandiera)       | C     | Samuel Bastien   |
| 27 | Macedonia del Nord (bandiera) | C     | Darko Čurlinov   |
| 29 | Paesi Bassi (bandiera)        | D     | Ian Maatsen      |
| 30 | Turchia (bandiera)            | A     | Halil Dervişoğlu |
| 36 | Germania (bandiera)           | D     | Louis Beyer      |
| 44 | Irlanda (bandiera)            | C     | Dara Costelloe   |
| 45 | Irlanda (bandiera)            | A     | Michael Obafemi  |
| 49 | Kosovo (bandiera)             | P     | Arijanet Muric   |
|    | Irlanda (bandiera)            | D     | Dara O'Shea      |

## Risultati

### Football League Championship

#### Girone di andata
| Arbitro: | Linington |

|  |           |             |
|  | Marcatori | 18’ Maatsen |

| Arbitro: | Bond |

|               |           |          |
| Brownhill 50’ | Marcatori | 5’ Potts |

| Arbitro: | Bramall |

|                 |           |  |
| Cleverley 45+2’ | Marcatori |  |

| Arbitro: | Madley |

|               |           |           |
| Rodriguez 34’ | Marcatori | 25’ Tufan |

| Arbitro: | Stroud |

|                             |           |                                  |
| Brownhill 3’ Tella 11’, 33’ | Marcatori | 21’ Corbeanu 74’ Lavery 76’Yates |

| Arbitro: | Bell |

|                  |           |                                                        |
| Keane 43’ (rig.) | Marcatori | 17’ Rodriguez 27’, 86’ Brownhill 51’ Tella 88’ Bastien |

| Arbitro: | Doughty |

|                           |           |  |
| Vitinho 62’ Rodriguez 72’ | Marcatori |  |

| Arbitro: | Linington |

|                     |           |                      |
| Thomas-Asante 90+8’ | Marcatori | 30’ (rig.) Rodriguez |

| Arbitro: | Harrington |

|                      |           |  |
| Rodriguez 82’ (rig.) | Marcatori |  |

| Arbitro: | Bankes |

|            |           |                    |
| Storey 15’ | Marcatori | 10’ Harwood-Bellis |

| Arbitro: | Langford |

|                         |           |           |
| Benson 4’ Rodriguez 67’ | Marcatori | 27’ Wells |

| Arbitro: | Ward |

|                 |           |           |
| C. Robinson 90’ | Marcatori | 48’ Tella |

| Arbitro: | Webb |

|             |           |            |
| Roberts 54’ | Marcatori | 87’ Clarke |

| Arbitro: | Busby |

|  |           |           |
|  | Marcatori | 39’ Tella |

| Arbitro: | Martin |

|                                              |           |  |
| Vitinho 15’ Rodriguez 29’, 57’ Zaroury 45+3’ | Marcatori |  |

| Arbitro: | Busby |

|           |           |                    |
| Hogan 80’ | Marcatori | 74’ J. Guðmundsson |

| Arbitro: | Robinson |

|                     |           |                                                |
| Diallo 16’ Neil 20’ | Marcatori | 50’ Tella 61’ Benson 69’ Zaroury 87’ Brownhill |

| Arbitro: | Simpson |

|                          |           |          |
| Benson 66’ Zaroury 90+4’ | Marcatori | 56’ Ince |

| Arbitro: | Doughty |

|                                              |           |                     |
| Rodriguez 35’ Benson 90+1’ Dervişoğlu 90+10’ | Marcatori | 3’ Wiles 64’ Ogbene |

| Arbitro: | Bond |

|                                                              |           |                 |
| I. Ndiaye 30’ McBurnie 48’, 74’ Robinson 64’ Ahmedhodžić 69’ | Marcatori | 17’, 45’ Benson |

| Arbitro: | Coote |

|                             |           |  |
| Barnes 55’, 81’ Zaroury 74’ | Marcatori |  |

| Arbitro: | Bankes |

|  |           |                                            |
|  | Marcatori | 19’ J. Guðmundsson 45+2’ Maatsen 71’ Tella |

| Arbitro: | Webb |

|                                   |           |             |
| Benson 60’, 67’ Howson 72’ (aut.) | Marcatori | 49’ Watmore |

#### Girone di ritorno
| Arbitro: | England |

|                                    |           |  |
| Zaroury 1’ Roberts 44’ Tella 90+3’ | Marcatori |  |

| Arbitro: | Stroud |

|  |           |            |
|  | Marcatori | 61’ Cullen |

| Arbitro: | Langford |

|            |           |                  |
| Cooper 27’ | Marcatori | 13’, 22’ Maatsen |

| Arbitro: | Webb |

|           |           |  |
| Beyer 82’ | Marcatori |  |

| Arbitro: | Gillett |

|                     |           |            |
| Tella 75’ Twine 87’ | Marcatori | 7’ Furlong |

| Arbitro: | Linington |

|              |           |            |
| Bradshaw 85’ | Marcatori | 51’ Barnes |

| Arbitro: | Stroud |

|  |           |                                  |
|  | Marcatori | 8’ Zaroury 54’ Vitinho 60’ Ekdal |

| Arbitro: | Bond |

|                     |           |  |
| Tella 15’, 55’, 58’ | Marcatori |  |

| Arbitro: | Doughty |

|               |           |                |
| Obafemi 90+5’ | Marcatori | 32’ João Pedro |

| Arbitro: | Simpson |

|  |           |                   |
|  | Marcatori | 78’ (rig.) Barnes |

| Arbitro: | Donohue |

|                                                  |           |  |
| Zaroury 7’ Roberts 18’ Brownhill 31’ Obafemi 74’ | Marcatori |  |

| Blackpool 5 marzo 2023, ore 15:00 WET 35ª giornata | Blackpool | 0 – 0 referto | Burnley | Bloomfield Road (14 134 spett.)\| Arbitro: \| Bramall \| |
| Arbitro:                                           | Bramall   |               |         |                                                          |

| Arbitro: | Busby |

|                           |           |  |
| Tella 14’, 47’ Foster 76’ | Marcatori |  |

| Arbitro: | Robinson |

|             |           |                     |
| Tufan 90+3’ | Marcatori | 43’, 59’, 73’ Tella |

| Arbitro: | Robinson |

|  |           |            |
|  | Marcatori | 66’ Benson |

| Burnley 31 marzo 2023, ore 20:00 WEST 39ª giornata | Burnley | 0 – 0 | Sunderland | Turf Moor (21 462 spett.)\| Arbitro: \| Gillett \| |
| Arbitro:                                           | Gillett |       |            |                                                    |

| Arbitro: | Bond |

|                  |           |                        |
| Akpom 48’ (rig.) | Marcatori | 12’ Barnes 66’ Roberts |

| Arbitro: | Salisbury |

|                         |           |  |
| J. Guðmundsson 60’, 70’ | Marcatori |  |

| Reading 15 aprile 2023, ore 20:00 WEST 42ª giornata | Reading | 0 – 0 referto | Burnley | Madejski Stadium |

| Arbitro: | Madley |

|                                |           |                      |
| Vitinho 45+2’ (aut.) Kelly 85’ | Marcatori | 26’ Twine 81’ Benson |

| Arbitro: | Whitestone |

|            |           |                      |
| Benson 76’ | Marcatori | 58’ Field 87’ Martin |

| Arbitro: | Webb |

|            |           |                          |
| Conway 60’ | Marcatori | 33’ Benson 62’ Rodriguez |

| Arbitro: | Donohue |

|                                    |           |  |
| Brownhill 27’ Barnes 31’ Twine 57’ | Marcatori |  |

### FA Cup
| Arbitro: | Robinson |

|                          |           |                                 |
| Christie 12’ Solanke 48’ | Marcatori | 6’, 57’ Benson 39’, 43’ Zaroury |

| Ipswich 28 gennaio 2023, ore 15:00 WET Quarto turno | Ipswich Town | 0 – 0 referto | Burnley | Portman Road (25 420 spett.)\| Arbitro: \| Nield \| |
| Arbitro:                                            | Nield        |               |         |                                                     |

| Arbitro: | Nield |

|                 |           |          |
| Tella 2’, 90+4’ | Marcatori | 3’ Hirst |

| Arbitro: | Whitestone |

|             |           |  |
| Roberts 90’ | Marcatori |  |

| Arbitro: | Brooks |

|                                                   |           |  |
| Haaland 32’, 35’, 59’ Álvarez 62’, 73’ Palmer 68’ | Marcatori |  |

### English Football League Cup
| Arbitro: | Madden |

|  |           |             |
|  | Marcatori | 50’ Bastien |

| Arbitro: | Barrott |

|                             |           |  |
| Barnes 24’ Zaroury 79’, 90’ | Marcatori |  |

| Arbitro: | Scott |

|                          |           |  |
| Eriksen 27’ Rashford 57’ | Marcatori |  |

## Statistiche

### Statistiche di squadra
| Competizione   | Punti            | In casa | In casa | In casa | In casa | In casa | In casa | In trasferta | In trasferta | In trasferta | In trasferta | In trasferta | In trasferta | Totale | Totale | Totale | Totale | Totale | Totale | DR   |
| Competizione   | Punti            | G       | V       | N       | P       | Gf      | Gs      | G            | V            | N            | P            | Gf           | Gs           | G      | V      | N      | P      | Gf     | Gs     | DR   |
| -------------- | ---------------- | ------- | ------- | ------- | ------- | ------- | ------- | ------------ | ------------ | ------------ | ------------ | ------------ | ------------ | ------ | ------ | ------ | ------ | ------ | ------ | ---- |
| Championship - | 101              | 23      | 16      | 6       | 1       | 49      | 15      | 23           | 13           | 8            | 2            | 38           | 20           | 46     | 29     | 14     | 3      | 87     | 35     | + 52 |
| FA Cup         | Quarti di finale | 2       | 2       | 0       | 0       | 3       | 1       | 3            | 1            | 1            | 1            | 4            | 8            | 5      | 3      | 1      | 1      | 7      | 9      | - 2  |
| League Cup     | quarto turno     | 1       | 1       | 0       | 0       | 3       | 1       | 2            | 1            | 0            | 1            | 1            | 2            | 3      | 2      | 0      | 1      | 4      | 3      | + 1  |
| Totale         | -                | 26      | 19      | 6       | 1       | 55      | 17      | 28           | 15           | 9            | 4            | 43           | 30           | 54     | 34     | 15     | 5      | 98     | 46     | + 51 |

### Andamento in campionato
| Giornata  | 1 | 2 | 3  | 4  | 5  | 6 | 7 | 8 | 9 | 10 | 11 | 12 | 13 | 14 | 15 | 16 | 17 | 18 | 19 | 20 | 21 | 22 | 23 | 24 | 25 | 26 | 27 | 28 | 29 | 30 | 31 | 32 | 33 | 34 | 35 | 36 | 37 | 38 | 39 | 40 | 41 | 42 | 43 | 44 | 45 | 46 |
| --------- | - | - | -- | -- | -- | - | - | - | - | -- | -- | -- | -- | -- | -- | -- | -- | -- | -- | -- | -- | -- | -- | -- | -- | -- | -- | -- | -- | -- | -- | -- | -- | -- | -- | -- | -- | -- | -- | -- | -- | -- | -- | -- | -- | -- |
| Luogo     | T | C | T  | C  | C  | T | C | T | T | C  | T  | C  | T  | C  | T  | T  | C  | C  | C  | T  | C  | T  | C  | C  | T  | T  | C  | C  | T  | C  | C  | T  | T  | C  | T  | C  | T  | C  | T  | C  | T  | T  | C  | T  | T  | C  |
| Risultato | V | N | P  | N  | N  | V | V | N | N | V  | N  | N  | V  | V  | N  | V  | V  | V  | V  | P  | V  | V  | V  | V  | V  | V  | V  | V  | V  | V  | N  | V  | N  | V  | N  | V  | V  | N  | V  | V  | N  | N  | P  | V  | V  | V  |
| Posizione | 3 | 3 | 11 | 12 | 16 | 6 | 3 | 5 | 5 | 4  | 4  | 5  | 4  | 1  | 3  | 3  | 1  | 1  | 1  | 1  | 1  | 1  | 1  | 1  | 1  | 1  | 1  | 1  | 1  | 1  | 1  | 1  | 1  | 1  | 1  | 1  | 1  | 1  | 1  | 1  | 1  | 1  | 1  | 1  | 1  | 1  |

Legenda:

Luogo: C = Casa; T = Trasferta. Risultato: V = Vittoria; N = Pareggio; P = Sconfitta.